# انگم (فیلم)
انگم (انگلیسی: Resin) یک فیلم مستقل و درام آمریکایی است که در سال ۲۰۰۱ منتشر شد.